# Ferenc Münnich
Ferenc Münnich (en hongarès: [ˈfɛrɛnt͡s ˈmynnih]; Seregélyes, 18 de novembre de 1886 - Budapest, 29 de novembre de 1967) va ser un polític comunista hongarès que va exercir com a president del Consell de Ministres de la República Popular d'Hongria des de 1958 fins al 1961.

## Biografia
Va servir a l'exèrcit austrohongarès a la Primera Guerra Mundial i va lluitar al front oriental. Va ser capturat el 1915 i després deportat a una lager a Tomsk, a Sibèria. El 1918 va ser alliberat i va tornar a Hongria on va participar en el govern de la República Soviètica Hongaresa de 1919.
Va lluitar a la Guerra Civil espanyola i va ser comissari del Batalló Rakosi de la XIII Brigada Internacional.

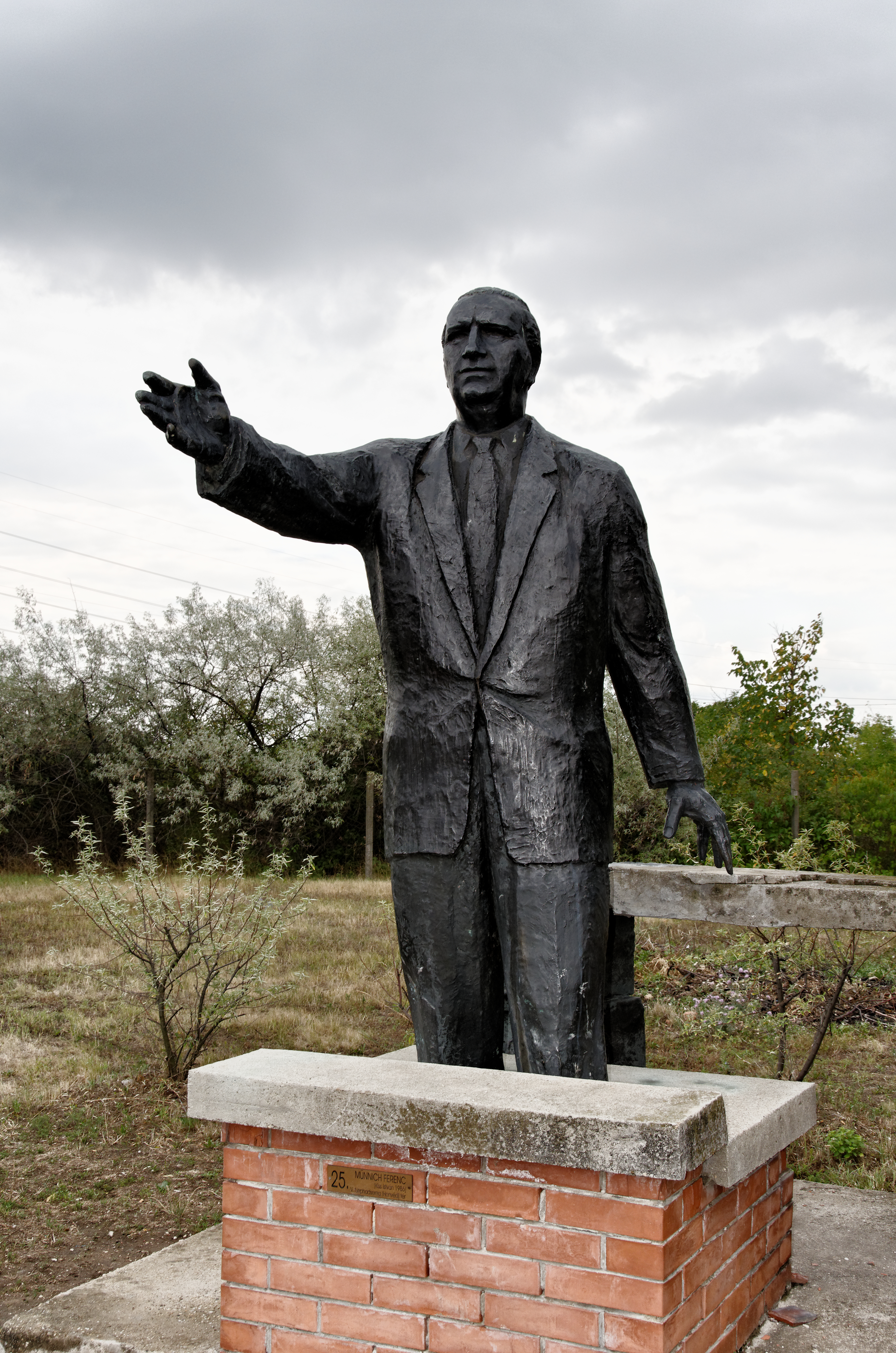
Ferenc Münnich al Parc Memento

Es va unir al Partit Comunista Hongarès l'octubre de 1945. Després de la Segona Guerra Mundial, va tornar de l'exili i es va convertir en superintendent en cap de la policia de Budapest. Durant la Revolució hongaresa de 1956, primer va formar part oficialment del govern d'Imre Nagy, exercint com a ministre de l'Interior del 27 al 31 d'octubre, i després va marxar a la Unió Soviètica. Va tornar amb János Kádár el 4 de novembre de 1956, exercint com a ministre de l'Interior i ministre de Defensa al Govern Obrer-Camperol Revolucionari, ocupant aquests càrrecs fins a l'1 de març de 1957. Un parell de mesos després, va organitzar les Milícies Obreres. El 1965 i el 1967, va ser condecorat amb el Premi Lenin de la Unió Soviètica.

## Obra publicada
- A proletár osztályhadsereg; Németországi Egyesült Kommunista Párt Magyar Csoportja, Bp., 1921 (Kommunista kiskönyvtár)
- A szocialista építés ötéves terve; összeáll. Münnich Ferenc; Centrizdát, Moszkva, 1930 (Sarló és kalapács könyvtára)
- A magyar nép a Nagy Októberi Szocialista Forradalom útján; Kossuth, Bp., 1957 (Az MSZMP Központi Bizottsága Politikai Akadémiája)
- Az októberi forradalom és a Magyar Vöröshadsereg (különlenyomat a Hadtörténelmi Közlemények 1959. 1. számából, Bp., 1959)
- Egységben a békéért, a szocializmusért (válogatott beszédek és írások; Kossuth, Bp., 1959)
- Viharos út (önéletrajz; Szépirodalmi, Bp., 1966)
- A Magyar Tanácsköztársaságról; sajtó alá rend., bev. Liptai Ervin, közrem. M. Berényi Etelka; Kossuth, Bp., 1969
- Tankok ellen, száz halálon át. Münnich Ferenc a spanyol polgárháborúban; összegyűjt. Münnichné Berényi Etelka, szerk. Münnichné Berényi Etelka, Györkei Jenő, bev. Györkei Jenő; Gondolat, Bp., 1976
- Három forradalom hőse. Münnich Ferenc válogatott beszédei és írásai; vál., bev. Hetés Tibor; Zrínyi, Bp., 1986